# (3365) Recogne
(3365) Recogne – planetoida z pasa głównego asteroid okrążająca Słońce w ciągu 4 lat i 170 dni w średniej odległości 2,71 j.a. Została odkryta 13 lutego 1985 roku w Obserwatorium La Silla przez Henriego Debehogne. Nazwa planetoidy pochodzi od Recogne, najwyższego szczytu Ardenów w prowincji Luksemburg. Przed nadaniem nazwy planetoida nosiła oznaczenie tymczasowe (3365) 1985 CG2.